# Jasna Krajinovic
Jasna Krajinovic ist eine slowenische Filmregisseurin und Drehbuchautorin.

## Karriere
Krajinovic studierte an der Slowenischen Filmakademie und zog nach dem Jugoslawienkrieg nach Brüssel, wo sie bis 1999 an der INSAS studierte. Im Jahr 2006 veröffentlichte sie ihren ersten Langfilm Two Sisters. Ihr Langfilm Un été avec Anton wurde 2013 beim DOK.fest München für den Hauptpreis nominiert. Nominierungen bei Festivals erhielt auch ihr Kurzfilm Ma fille Nora. Ihr Dokumentarfilm Rashid, l’enfant de Sinjar lief beim DOK.fest München 2025 und wurde mit zwei Preisen ausgezeichnet. Dazu sagte Krajinovic in einem Interview: „Zunächst einmal fühle ich mich geehrt und bin sehr berührt, diesen Preis zu erhalten. Aber vor allem fühle ich mich verstanden. Es war eine Herausforderung, jede Form von Sensationslust zu vermeiden und mich stattdessen auf die Details im Leben eines Jungen zu konzentrieren, der den Genozid überlebt hat – auf innere Wunden, die sich wie ungebetene Gäste einschleichen und drohen, jeden Funken seiner Jugend auszulöschen.“

## Filmografie (Auswahl)
- 2006: Two Sisters
- 2008: Damian’s Room
- 2012: Un été avec Anton (Regie, Buch)
- 2016: La chambre vide (Regie, Buch)
- 2016: Ma fille Nora (Kurzfilm, Regie)
- 2025: Rashid, l’enfant de Sinjar (Regie, Buch)

## Auszeichnungen (Auswahl)
- 2013: DOK.fest München: besondere Erwähnung der Jury zum DOK.international für Un été avec Anton und Nominierung für den Hauptpreis
- 2017: Docudays-Nominierung in der Kategorie Bester Kurzfilm für Ma fille Nora
- 2017: Hamptons-International-Film-Festival-Nominierung in der Kategorie Bester Dokumentar-Kurzfilm für Ma fille Nora
- 2025: DOK.fest München: VIKTORIA DOK.horizonte Competition und Preis der SOS-Kinderdörfer weltweit für Rashid, l’enfant de Sinjar